# Ligne R8 (Rodalia de Barcelone)
La ligne R8 est un service ferroviaire de banlieue, qui fait partie de Rodalies de Catalunya, exploité par Renfe Operadora. Le service, qui circule depuis le 26 juin 2011, relie les gares de Martorell-Central et Granollers Centre sans passer par Barcelone, à travers la ligne Castellbisbal / el Papiol - Mollet.

## Histoire

### Rodalies
En 1980, la Renfe a créé Cercanías, dans le cadre d'un plan d'amélioration visant à « casser la mauvaise image de la Renfe », ce qui a conduit à la création de 162 nouveaux services et à l'amélioration de ceux existants, le Plan General Ferroviario supposé la modernisation du réseau. En 1984, la société s’organise en unités commerciales pour créer Cercanías Renfe, plus tard Rodalies Renfe en Catalogne, et en 1985 il a été réorganisé et un nouveau design pour le service de Rodalia est apparu.
Auparavant, la Renfe utilisait la lettre C de Cercanías pour numéroter les lignes. Plus tard, ils ont coexisté avec la lettre R de Rodalies jusqu'au transfert du service Rodalies Barcelona à la Généralité de Catalogne, entré en vigueur le 1er janvier 2010, et la lettre R est devenue la seule lettre distinctive des services de Rodalia de Barcelone.

### Ligne
La ligne R8 est lancée le 26 juin 2011, après l’adaptation complète au trafic voyageurs de la ligne orbitale Castellbisbal / El Papiol - Mollet, dont les origines remontent à 1982, lorsqu’une nouvelle ligne de chemin de fer a été mise en service pour empêcher les trains de marchandises de circuler dans la ville de Barcelone. Toutes les gares actuelles étaient déjà construites, mais elles étaient fermées aux voyageurs depuis de nombreuses années.
Ainsi, la gare de Cerdanyola-Universitat est entrée en service en 1995, la gare est compris à l'intérieur une nouvelle navette reliant Barcelone à l'Université autonome de Barcelone.
Le 16 mai 2005, la ligne R7 a été ouverte, le début du service eut lieu le 23 mai 2005, avec un itinéraire reliant L'Hospitalet de Llobregat à Barcelone, Cerdanyola del Vallès et Martorell.
La configuration actuelle a été créée le 26 juin 2011, au cours de laquelle la nouvelle ligne R8 (Martorell-Central - Granollers Centre via Cerdanyola Universitat) a été créée, en utilisant la totalité de l'ancien embranchement de marchandises et des parties des lignes R4 et R2 pour connecter les communes de Martorell et Granollers. Ainsi, la première ligne de banlieue avec un aménagement complètement à l'extérieur de la ville de Barcelone reliant le Baix Llobregat au Vallès Occidental et Vallès Oriental naquit.

## Caractéristiques générales
Il y a en moyenne 32 trains par jour pour un nombre d'heures limité. La ligne 40,2 kilomètres de long et possède 8 gares. La ligne est reliée aux lignes R2, R4 et R7 et aux services régionaux de Rodalies de Catalunya. Les terminus sont Martorell-Central, d’une part, et Granollers Centre, de l’autre.
La ligne passe par les lignes ferroviaires suivantes :
- Ligne Barcelone - Vilafranca - Tarragone, dans le tronçon entre Martorell-Central et Castellbisbal.
- Ligne Castellbisbal / el Papiol - Mollet
- Ligne Barcelone - Gérone - Portbou, dans le tronçon entre Sant Fost et Granollers Centre.

## Gares
Sur cette ligne, il n'y a qu'une seule gare inscrite à l'Inventaire du patrimoine architectural de Catalogne, Montmeló.
Liste complète des gares de la ligne :
| Gare                          | Commune               | Correspondances | Zone            | Zone ATM        |
| ----------------------------- | --------------------- | --------------- | --------------- | --------------- |
| Martorell-Central             | Martorell             |                 | 3               | 3B              |
| Castellbisbal                 | Castellbisbal         |                 | 3a              | 2B              |
| Rubí                          | Rubí                  |                 | 3               | 2C              |
| Sant Cugat del Vallès         | Sant Cugat del Vallès |                 | 3               | 2C              |
| Cerdanyola Universitat        | Cerdanyola del Vallès |                 | 3               | 2C              |
| Baricentro                    | Hors service          | Hors service    | Hors service    | Hors service    |
| Santa Perpètua - Can Folguera | En construction       | En construction | En construction | En construction |
| Mollet - Sant Fost            | Mollet del Vallès     |                 | 2               | 2D              |
| Montmeló                      | Montmeló              |                 | 2               | 2D              |
| Granollers Centre             | Granollers            |                 | 3               | 3D              |

## Galerie de photographies

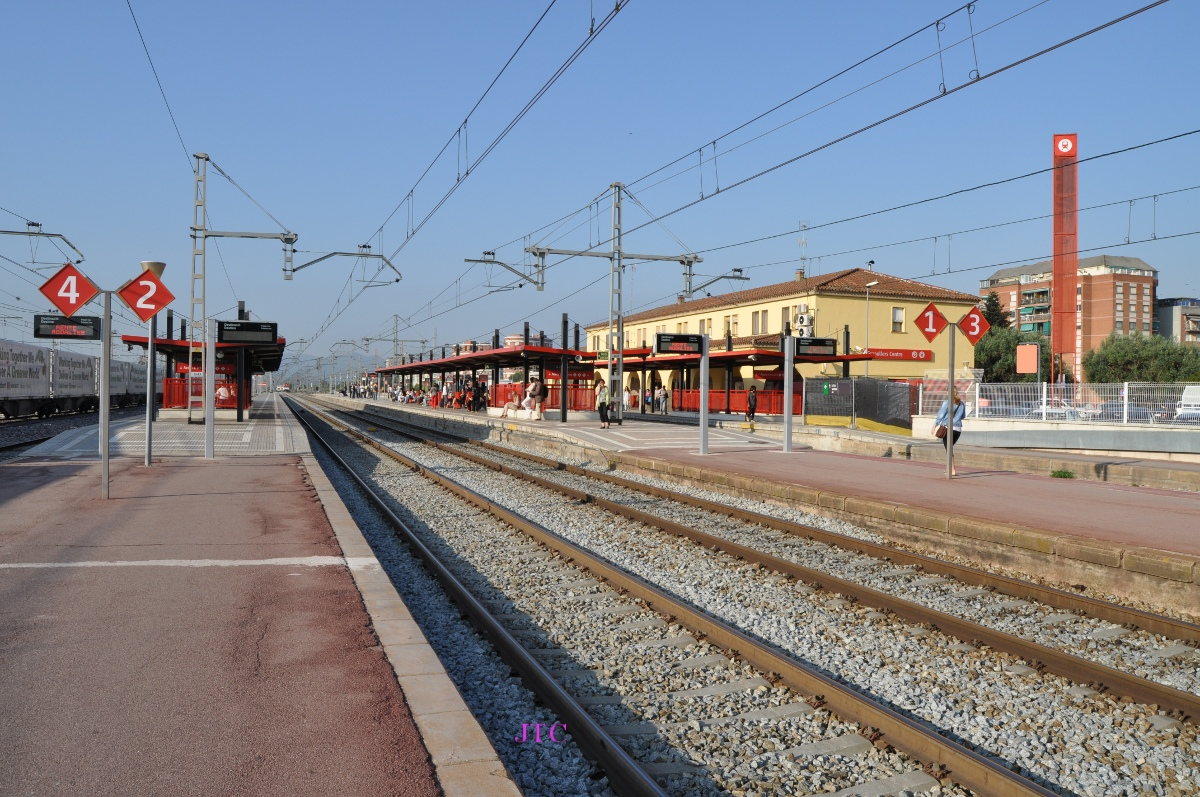
Gare de Granollers Centre.
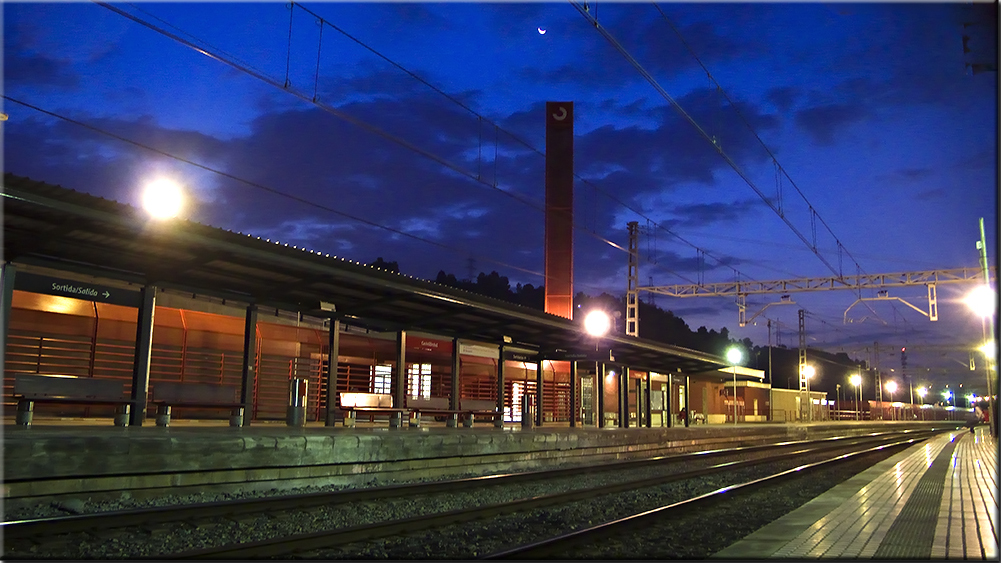
Gare de Castellbisbal.